# Investissement à impact social
L'investissement à impact social (impact investing), est une stratégie d’investissement cherchant à engendrer des synergies entre impact social, environnemental et sociétal d'une part, et retour financier neutre ou positif d'autre part.

## Origine
Le terme d'impact investing, traduit en français par investissement à impact social, a été défini en 2007 lors d'une réunion de la fondation Rockefeller, . Le terme est ensuite adopté par le Global Impact Investing Network (GIIN), créé en 2008, qui rassemble les différents acteurs du secteur - fonds d'investissement, banques ou encore fondations. En 2010, la fondation Rockefeller, le GIIN et JP Morgan se sont associés pour de premières publications sur l'investissement à impact social, notamment pour le rapport Impact Investing: An Emerging Asset Class,, qui va contribuer à la structuration du secteur.
L'investissement à impact social peut être parfois désigné par les termes investissement d'impact (impact investment), double bottom line (en) ou triple-bottom line investing (investissement pour un retour financier, social et environnemental dans le second cas - le Triple Résultat), investissement social (social investing) ou encore blended value investing.

## Définition
L'investissement à impact social est défini comme « un investissement qui allie explicitement retour social et retour financier sur investissement. L’investissement à impact social implique en conséquence l’établissement d’objectifs sociaux prioritaires et spécifiques dont l’impact est mesurable par un processus continu d'évaluation. Ces investissements peuvent être réalisés dans tous types juridiques d’organisations ayant un modèle économique pérenne et viser des niveaux de rémunération s’étendant de l’absence de rémunération à des rendements proches du marché. »
L'investissement à impact social se distingue donc de l'investissement socialement responsable dans la mesure où sa motivation première est un impact mesurable sur toute la durée de vie du projet.
Cette stratégie d’investissement est applicable : 
- dans toutes les classes d’actifs[14] (capital investissement, dette, etc.)
- dans diverses activités (environnement, emploi, logement, énergie, etc.)
- dans tout pays (pays émergent comme pays développé)
- dans diverses organisations (instances supranationales, publiques, associatives, privées, etc.)

## Instruments des investissements à impact social
La Fondation Case (en) distingue deux grandes approches dans l'investissement à impact social : 
- une approche par classe d'actif financier (ou instrument financier), avec la volonté de promouvoir une recherche de l'impact social dans une classe d'actif donnée; et
- une approche se concentrant sur un secteur et/ou un problème donné, avec un recours à tout type d'instrument financier pour atteindre les objectifs d'impact fixés[16].

L'inclusion de certains instruments comme les obligations vertes ou la reclassification des prêts faits par les institutions financières internationales en investissements à impact social est sujet à débat.

### Capital investissement
Le capital investissement (ou "private equity") à impact social correspond à l'investissement par prise de parts de capital dans des sociétés non cotées visant un impact social et un retour financier raisonnable, à différents niveaux de maturité (amorçage, capital risque ou social venture capital, capital développement...). Le capital investissement représente environ 1/4 des actifs sous gestion en investissement à impact social en 2014 sur un total de 60 milliards de dollars (après le financement par dette et obligations) d'après une analyse de JP Morgan,.
Quelques grands groupes ont créé leur propre fonds de capital investissement d’entreprise (ou "corporate venture capital ") à impact social comme Schneider avec le Schneider Electric Energy Access Fund, ou encore Patagonia avec le 20 $ Million & Change fund.
Le capital investissement à impact social est confronté à des problématiques spécifiques, notamment sur les possibilités de sortie d'investissement, la taille des investissements limitée (au regard des coûts liés à l'analyse de l'investissement et la transaction), les problématiques de gouvernance notamment dans des pays où le cadre légal n'est pas clair et stable ou encore l'enjeu de concilier un retour social et financier. Par ailleurs, la majorité des fonds se concentrent aujourd'hui sur des sociétés déjà développées plutôt que sur de l'amorçage. Le secteur est encore jeune et en cours de structuration : un article de Stanford Social Innovation Review datant de 2012 situe l'investissement à impact social au même niveau d'avancement que la microfinance 10 ans auparavant.
Le site ImpactAssets50 propose une liste des 50 fonds les plus influents en investissement à impact social dans le monde.

### Actions cotées
L'enjeu de l'accès aux marchés boursiers (ou "public equity") est notamment de permettre à des entreprises sociales de faire un appel public à l'épargne (et donc aux fonds de capital investissement de pouvoir vendre leurs participations), et de donner accès à des titres "à impact social" avec une plus grande liquidité à des investisseurs institutionnels.
Les bourses sociales les plus notoires sont les suivantes : 
- Social Stock Exchange à Londres,
- Social Venture Connexion (SVX) au Canada,
- Impact Exchange à Singapour,
- SASIX en Afrique du Sud.

Ces bourses ont été créées en 2013 (mis à part SASIX, créé en 2006). Leurs approches sont variées : les bourses sociales de Singapour et Afrique du Sud ne listent que les sociétés dont l'objectif premier est l'impact. Le Social Stock Exchange à Londres liste pour sa part les entreprises dont l'impact social est un objectif clef, mais pas nécessairement l'objectif principal.
En septembre 2015, le Social Stock Exchange à Londres comptait en septembre 22 sociétés côtées pour une valeur de 1,5 milliard de livres. Ces sociétés ont l'obligation d'être cotées en parallèle sur la Bourse de Londres. Des exemples de participations cotées sont Oikocredit (microfinance), People Tree (commerce équitable)

### Obligations vertes
Les obligations vertes sont des titres de dette émis par des entreprises, villes ou autres organisations à impact environnemental, et sont le plus souvent accordées par des banques ou d'autres institutions financières. La dette émise est destinée à financer un ou plusieurs projets écologiques ou de transition énergétique. Le marché des obligations vertes est en forte croissance : 4,5 milliards d'euros en 2012, 40 milliards d'euros en 2015 et 70 milliards d'euros en 2016.
À titre d'exemple, Unibail Rodamco a émis 750 millions d'euros d'obligations vertes pour financer des bâtiments à énergie positive en 2014. Les états et villes (notamment la ville de Paris) sont de même d'importants émetteurs d'obligations souveraines vertes.
Le défi aujourd'hui pour la généralisation des obligations vertes est d'établir des standards clairs mondiaux en termes de mesure d'impact. Il existe à aujourd'hui différents standards : les Green Bonds Principles, adaptés en Social et Sustainability Bonds Principles ; des notations vertes proposées par des agences de notation, etc.

### Contrats à impact social
Les contrats à impact social (aussi nommés obligations à impact social, traduction de social impact bonds) sont des instruments destinés à financer des programmes ayant une vocation sociale et portés par des associations ou des structures dites de l'économie sociale et solidaire, indépendamment de leurs statuts. Leur principe est fondé sur un partenariat quadripartite entre pouvoirs publics, financeurs, organisme évaluateur et opérateur de terrain pour mettre en place une action sociale précise. Les quatre parties s'entendent sur un objectif de résultat, qui peut être social ou financier. L'investisseur finance l'organisation sociale et porte une partie du risque associé au projet. Si l'objectif est atteint, ou les critères réévalués, l'investisseur percevra un taux de retour sur investissement, et s'il est dépassé, la rémunération sera augmentée. S'il n'est pas atteint, l'investisseur ne touchera rien et son investissement sera considéré comme un simple don caritatif, défiscalisé.
Les contrats à impact social ont été mis en place au Royaume-Uni en 2010, puis aux États-Unis, en Belgique, en Allemagne. Ils atteignent aujourd'hui 100 millions d'euros. Avec une cinquantaine de contrats de ce type signés au cours des années 2010, le Royaume-Uni est considéré comme le berceau des contrats à impact social. À partir de mars 2016, le gouvernement français inscrit le CIS dans sa politique générale de développement de l’économie sociale et solidaire et lance un appel à projets. Parmi les 5 CIS, un seul est en place mi-2018 : l’Adie (Association pour le Droit à l’Initiative Economique). Grâce à des microcrédits et à l’appui à la création d’entreprises, l’Adie a pour objectif d’accompagner des personnes en situation d’exclusion sociale et financière. Cette association prévoit de financer et d’accompagner 500 porteurs de projet en Ariège, Alpes et Nièvre, dans des zones rurales isolées. L’Adie leur propose de manière innovante d’évaluer les demandes de crédit de façon dématérialisée. Le montage juridique et financier de ce projet est structuré par BNP Paribas, seule banque commerciale à jouer ce rôle d’investisseur et structurateur pour les CIS en France. Elle adapte ainsi sa technicité financière en concevant ce montage au profit d’enjeux sociétaux. 5 autres projets accompagnés par BNP Paribas sont amenés à voir le jour courant 2018.
Une évaluation des CIS reste à faire, étant donné la jeunesse du dispositif, les échecs constatés et les risques de dérive.
Le Mouvement associatif et le Haut Conseil à la vie associative ont appelés en mars 2016 à une prise de recul afin d'évaluer les risques de ce nouveau mode de financement,.
Les CIS nécessitent de rémunérer des intermédiaires ainsi que de verser une prime de succès aux entreprises. En conséquence, ce nouveau mode de financement de l'action sociale coûte généralement plus cher que de passer par une subvention publique classique. Dans une tribune publiée en 2016, le Collectif des associations citoyennes a dénoncé une « escroquerie financière ». Pour Jean-Claude Boual. le président du collectif : « Certaines actions menées à l'étranger par le biais d'un CIS ont couté en moyenne trois fois plus cher au contribuable que si l'action avait été financée directement par la puissance publique ».
Le Haut Conseil à la vie associative met en garde sur la nécessité de continuer à dispenser des services sociaux aux personnes les plus vulnérables et de ne considérer les CIS qu'en complément des mécanismes de protection sociale.

### Investissement immobilier
L'investissement à impact social dans le secteur immobilier consiste en l'acquisition de propriétés physiques dans l'intention d'obtenir un retour financier (loyer, appréciation de la valeur de la propriété) et d'atteindre des objectifs socio-économiques ou socio-environnementaux - d'après la définition proposée par Phillips Hager & North Investment Management, division de Royal Bank of Canada Global Asset Management. Ce type d'investissement peut s'appliquer par exemple au logement abordable, au logement de communautés en difficulté, de personnes âgées...
Ce type de schéma existe notamment au Royaume Uni et aux États-Unis et en Belgique.

### Autres actifs réels
L'investissement à impact social peut aussi prendre la forme d'investissement dans le secteur forestier, agroforestier ou l'agriculture durable, ou la gestion durable des terres et de leur biodiversité (secteur aussi appelé Conservation Finance). L'investisseur se rémunère à travers la valorisation de crédits carbones, la production durable de produits agricoles...
Des exemples de fonds actifs dans ce secteur sont Equilibrium Capital, Moringa, Iroquois Valley Firm, ou encore Lyme Northern Forest Fund.

### Financement participatif à impact social
Un autre véhicule de financement possible est le financement participatif (ou "crowdfunding") à impact social à travers des plateformes internet tels que LITA.co, ou encore les Cigales en France ou encore des initiatives telles que le partenariat entre OurCrowd et Locust Walk pour une plateforme d'investissement participatif à impact social gérée par les étudiants de Wharton.

## Exemples d'investisseurs à impact social

### Investisseurs gouvernementaux
- Agence française de développement (AFD)[59]
- Big Society
- USAID

### Fondations
- Fondation Bill-et-Melinda-Gates[60]
- Fondation Rockefeller[61]
- Positive Planet[62]
- Grameen Foundation[63]
- Fondation Schwab
- Mastercard Foundation[64]

### Investisseurs privés
- Acumen Fund[65]
- Bridges ventures[66]
- Citizen Capital[67]
- Clearly So[68]
- Comptoir de l'innovation[69]
- Investisseurs & Partenaires[70]
- Leapfrog investments[66]
- Phitrust Partenaires[71]

### Réseaux
- Ashoka [72]

### Organismes financiers
- Crédit Coopératif
- La Nef
- Banque Triodos
- Crédal

### Organisations internationales
- Société financière internationale
- Banque européenne d'investissement

## Mesure de l'impact social

### Importance de la mesure d'impact
La mesure d'impact consiste à produire des informations utiles pour deux principales parties prenantes : les investisseurs à impact social, et les entrepreneurs sociaux.
Pour un investisseur, la mesure d'impact est : 
- un moyen d'identifier les différents acteurs qui répondent à un certain besoin social
- une aide à la décision dans le choix des entreprises à intégrer à un portefeuille
- un outil de suivi régulier des objectifs convenus à la suite d'un investissement
- un outil de reporting auprès des donateurs à qui l'investisseur rend des comptes
- un outil de communication auprès de toutes les parties prenantes

Pour un entrepreneur social, la mesure d'impact est : 
- un moyen de se positionner comme acteur de l'ESS[75]
- un moyen de prétendre à certains financements[76], notamment lorsque son action permet aux collectivités d'éviter des coûts importants
- un moyen de communiquer sur son entreprise auprès des différentes parties prenantes
- un outil de pilotage[77] pour essayer d'améliorer en continu son action

D'après les journalistes Margot Hemmerich et Clémentine Méténier : « en considérant uniquement les résultats, il devient possible pour le financeur ou l'intermédiaire de truquer le modèle. C'est ce qu'a fait notamment la banque Goldman Sachs. En 2015, elle annonce financer un programme pré-scolaire ayant permis à 109 enfants « à risque » de l'Utah d'éviter un placement en institution spécialisée. Le taux de réussite proche de 99 % — contre 10 à 20 % en moyenne pour ce type de programme — met la puce à l'oreille d'un comité d'experts en éducation : Goldman Sachs utilise un test de sélection gonflant très largement les difficultés initiales des enfants... ».

### Quand mesurer l'impact?
La mesure d'impact peut intervenir à toutes les étapes d'un projet d'impact social : 
- Avant le projet (ex ante) : afin d'étudier la faisabilité du projet dans une phase de négociation entre parties prenantes
- Pendant : afin de s'assurer du bon déroulement du projet en lien avec les objectifs d'impact définis initialement
- Après (ex post) : afin de vérifier le succès du projet et l'évolution de l'impact social dans le temps

### Comment mesurer l'impact?
Il existe aujourd'hui plusieurs méthodes de mesure de l'impact social. Le choix d'une méthode est déterminé par l'utilisation que l'on veut en faire; cependant, toutes les méthodes ont en commun : 
- la définition du besoin[78]
- la définition des bénéficiaires et des parties prenantes[79]
- la définition de sa théorie du changement
- la définition d'indicateurs[80],[81]
- l'analyse des résultats et de l'écart avant et après l'action

## Critiques
L'utilisation des contrats à impact social (CIS) par le biais d'entreprises privées est sujet à controverse.
Les critiques qui peuvent être émises sont les suivantes :
- Dans les faits, peu d'entreprises qui signent des CIS ne perçoivent pas les sommes promises par les contrats, alors que ces sommes sont en principe conditionnées par le résultat de la mission[41].
- Certaines entreprises biaisent leur calcul du taux de succès, afin de ne pas être pénalisées dans le paiement de leur activité tel que prévu par le CIS. Par exemple, dans l'Utah, Goldman Sachs était responsable en 2015 d'un programme préscolaire pour accompagner 109 enfants dits "à risque". Goldman Sachs a affiché un taux de succès de 99%, là où des programmes similaires avaient par le passé présenté des taux de réussite compris entre 10 et 20%. Cette différence s'expliquait par un test de sélection des enfants utilisé par Goldman Sachs qui surévaluait leurs difficultés scolaires[82].
- Les sommes dépensées par les pouvoirs publics dans le cadre des CIS sont supérieures au financement d'organismes publics qui auraient des missions équivalentes[41].
- L'attribution des CIS se fait à l'issue d'un appel d'offres et de l'examen des réponses qui y sont apportées. Ces réponses proviennent parfois de dizaines d'entreprises, et seule l'une d'elles est retenue, au mieux. Constituer les dossiers qui constituent ces réponses prend du temps, et devient de fait une forme de travail non rémunéré[41].
- Les CIS requièrent des entreprises qui les remportent l'embauche de personnel qualifié correspondant aux missions sociales à accomplir. Les CIS sont toutefois définis sur une période donnée et n'ont aucune garantie juridique d'être reconduits à l'issue[41].
- Les pouvoirs publics cherchent à travers les CIS à minimiser le coût/augmenter la rentabilité des missions associées. Dans certains domaines, ce coût (ou cette rentabilité) dépend de facteurs géographiques. Par exemple, l'insertion professionnelle de personnes atteintes de handicap est en moyenne plus facile en étant proche d'une métropole : cette dernière a plus de chances de bénéficier d'un bassin d'emploi dynamique et d'infrastructures adéquates par rapport à une zone rurale. Il est donc à redouter que les pouvoirs publics délaissent ce type de mission dans les zones rurales où elles seraient plus coûteuses/moins rentables[41].